# 襲擊凱比爾港
襲擊凱比爾港（又称米尔斯克比尔之战）指英国海军于1940年7月3日对法屬阿尔及利亚沿海凱比爾港基地內的法国海军戰艦发动的袭击。此次攻击是英国策划的弩炮行动（Operation Catapult）的一部分，其目的在于在法国战败投降后瘫痪或者击毁法军战舰，防止其落入德国手中。这次袭击导致1297名法国军人死亡，一艘战舰沉没，五艘其他船只严重受损，英军方面有5架战机遭击落，2名机组人员身亡。
法国与德意两国签署的停战协定在1940年6月25日生效之后皇家海军旋即对法国海军展开了海空突袭。英国尤其重视法国海军的布列塔尼级和黎塞留级合共5艘战列舰，以及两艘敦刻尔克级高速戰艦。她们构成了一支规模仅次于皇家海军的主力舰队。英国战时内阁担心这些舰只会落入轴心国手中。法国的达尔朗海军上将向英方保证法国会保管对舰队的控制权，但以丘吉尔为首的战时内阁认定任由法国舰队保存完好的风险太大。
法国人认为他们在和德意两国的停战协定的约束下已经尽量光明磊落地对待昔日的盟友。英国的突袭在法国遭到一致的唾骂，法国人认为他们遭到了昔日盟友的背叛，而其后对英国产生的怨恨经久无法平息。1940年6月16日上任法国首相的贝当元帅于同年7月8日与英国断交。次日，法國國民議會在维琪召开会议，并通过修宪决议，解散法国第三共和国，成立以贝当为领袖的維琪法國。法国战机对直布罗陀发动了报复性的轰炸，而英法两国的战舰也有数次交火，直到后来两国间才有默契地互相停火。1942年11月27日火炬行動展开后，維琪法国海军粉碎了安東行動，抢在其战舰被德義两国俘虏之前将它们在土伦港内尽数凿沉。

## 簡介
二次大戰中，納粹德國攻擊法國，法國總理雷諾下臺後，由貝當元帥於維琪組成政府與德軍談判，是為維琪法國。1940年6月22日，德國與維琪法國簽署第二次貢比涅停戰協定。
英國首相邱吉爾視貝當為希特勒的傀儡；並了解到維琪法國控制的海軍，擁有七艘布列塔尼級戰艦、敦刻尔克级战列舰及黎塞留级战列舰；在歐洲實力僅次英國皇家海軍而已。邱吉爾深懼法國海軍會向納粹德國投降，或將船艦借予德國或意大利。萬一如此，英國海軍在大西洋將無優勢。縱使法國海軍指揮官弗朗索瓦·達爾朗上將曾親向邱吉爾保證，法國軍艦不會落入納粹手中；但邱吉爾心中，敦刻爾克大撤退歷歷在目；而維琪法國與德國單獨停火，違反英法盟約，更感芒刺在背。
邱吉爾下了決心，不願意坐視法國海軍存在，必須將其消滅，即使侵犯法國主權亦在所不惜，遂計劃弩炮行动：將停泊在歐洲、地中海及西非之法國海軍戰艦，或登船接收，甚至是直接擊沈。其中北非法屬阿尔及利亚凱比爾港基地內，當時泊有法國海軍戰列艦四艘，驅逐艦六艘，水上飛機母艦一艘。英國海軍乃從直布羅陀派出艦隊，計有戰列艦兩艘、戰鬥巡洋艦一艘、艦空母艦一艘、巡洋艦兩艘及驅逐艦十一艘，由詹姆斯·薩默維爾海軍中將指揮。1940年7月3日，英艦隊抵達凱比爾港外，旋即封鎖海港出口，並向凱比爾港內法國海軍發出最後通牒，要求法國海軍選擇：
|  | 1. 離港起航，與英軍繼續共同作戰。 2. 離港駛向英國控制之港口，官兵、水手等聽候遣返。 3. 若以上選項有違德法之停火協定，可選擇駛向北美的法屬港口，將戰艦交予美國保管，直至戰事完結。 4. 倘若不選擇以上任何一項，法軍要在六個小時內，將軍艦炸。 否則英軍別無他法，唯有使用武力，確保戰艦不會落入德國之手。 |

英軍原希望能以談判解決。但凱比爾港法國海軍艦隊指揮官馬塞爾-布魯諾·熱索上將不為所動，採取拖延並向法國海軍總部求援。邱吉爾得悉後，要求英國艦隊完成任務。英軍唯有向法艦開火。法軍艦隊雖然有噸位上優勢，但各艦皆在港中下錨縛定，亦非在作戰狀態，成為英軍鏢靶。英軍艦艇於17:54開火，十五分鐘後一次齊射擊中布列塔尼號戰艦，引發艦上火藥庫爆炸，全體船員977人陣亡。英軍攻擊持續至夜間，其他三艘戰列艦，敦刻尔克號及普罗旺斯號亦受大創。唯有史特拉斯堡號，與可怖號在內的5艘驅逐艦，趁英軍短暫停火時間逃出港口，駛回土倫，英軍原想追趕，但軍艦航速太慢（大多34節以下，「略輸」法軍），追不上。
事後英法關係進入低點。法軍一度下令攻擊地中海英軍，唯命令迅即被維琪法國政府取消。法軍亦曾派飛機轟炸英國的直布羅陀報復，造成英國輕微損失。維琪法國於攻擊後五日，與英國斷絕外交關係，法國國內恐英情緒亦稍有增加。雖然英國與維琪法國關係受損，卻在其他國家，特別是美國眼中聲望大增。事實上，當維琪法國向德國屈服，意大利加入軸心國後，英國在歐洲已無重要盟友。各國對英國會否繼續對抗德國，甚為懷疑。是此行動反映英國將不惜代價，持續對抗納粹的決心。美國總統羅斯福在兩個月後的9月，不顧美國國會壓力，通過驅逐艦換取基地使用權，變相援助英國。